# 32270 Inokuchihiroo
32270 Inokuchihiroo este un asteroid din centura principală de asteroizi.

## Descriere
32270 Inokuchihiroo este un asteroid din centura principală de asteroizi. A fost descoperit pe 4 august 2000 la Bisei Spaceguard Center în cadrul programului BATTeRS. Asteroidul prezintă o orbită caracterizată de o semiaxă mare de 2,79 ua, o excentricitate de 0,10 și o înclinație de 6,4° în raport cu ecliptica.